# Stadio Eladio Rosabal Cordero
L'Estadio Eladio Rosabal Cordero è uno stadio multiuso della città costaricana di Heredia. Inaugurato nel 1951, può accogliere 8 700 spettatori. Ospita le partite interne dell'Herediano.

## Storia
Costruito tra il 1946 e il 1947, lo Stadio Rosabal Cordero porta questo nome dal 1965, quando la compagine rojiamarilla (rosso-gialla) dell'Herediano, la squadra di casa, decise di onorare uno dei propri massimi rappresentanti del 1921, anno in cui il club fu fondato. Si tratta di Eladio Rosabal, uno dei fondatori e dei primi giocatori della squadra.
Domenica 21 agosto 1949, quando si aprirono le porte del Rosabal per un incontro tra il Club Sport Herediano e la Sociedad Gimnástica Española di San José, i capitolini, che avevano "guastato" la festa di inaugurazione dello stadio dell'Alajuelense appena una settimana prima, e si presentarono nella città dei fiori, Heredia, per fare altrettanto contro gli heredianos, ma questa volta vinsero i padroni di casa con il punteggio di 3-1.
Il Morera Soto di Alajuela e il Fello Meza di Cartago furono i primi due stadi della prima divisione costaricana usati per il calcio dopo il Nacional, ma fu il Rosabal Cordero a ospitare, nel torneo del 1963, la prima partita sotto i riflettori: mercoledì 19 giugno 1963 l'Herediano perse contro l'Uruguay de Coronado per 1-2. 
Per sette anni lo Stadio Nacional e lo Stadio Rosabal Cordero furono gli unici due impianti dotato di riflettori e quindi, gli unici in cui si praticava calcio di notte nel campionato costaricano.